# Giovanni Nuti (1964)
Giovanni Nuti (Viareggio, 21 agosto 1964) è un musicista e cantautore italiano.

## Biografia
Toscano di origini ma milanese di adozione, è un musicista e cantante con all’attivo 9 album e collaborazioni con Enrico Ruggeri, Roberto Vecchioni, Lucio Dalla, Mango, Enzo Avitabile, Milva, Dario Gay, Marco Ferradini e Simone Cristicchi.
Inizia a studiare pianoforte classico all’età di dieci anni. Nel 1989 esce l’album d’esordio Al parco dei silenzi (etichetta Ricordi): dieci canzoni firmate con Diego Michelon per le musiche con testi di Paolo Amerigo Cassella, Paolo Recalcati ed Enrico Ruggeri (brano “Notti di miele”).
Nel 1990 firma un contratto con la EMI e conosce Celso Valli, che decide di produrlo. Il secondo album dal titolo Giovanni Nuti viene pubblicato nel 1991 (con gli arrangiamenti e la produzione artistica di Celso Valli e i testi di Paolo Recalcati): Lucio Dalla suona la fisarmonica in “Ronda di notte”. Tra i brani dell’album: “Non è poesia”, con cui partecipa a Sanremo sezione Novità nel 1991, “Tirate i sassi alla luna”, dedicato all’intifada in Palestina, e "La ballata dell’acqua del mare", da una poesia di Federico García Lorca, di cui il gruppo greco Onar inciderà nel 2000 una cover con la partecipazione di Teresa Salgueiro, voce femminile dei Madredeus.
Giovanni Nuti collabora con altri cantautori: con Roberto Vecchioni, che lo ospita nel suo tour teatrale del 1991, e con Mango - per il quale scrive con Paolo Recalcati il testo del brano “I sensi miei”. Nel 1995, il brano "Le voci di dentro", di cui è autore, interpretato da Gloria, vince il Premio della Critica per le nuove proposte al Festival di Sanremo. Giovanni, insieme a Paolo Recalcati ed Enzo Avitabile, firma altri 3 brani dell’album di Gloria che esce nello stesso anno per la MCA.
Nel 1994 esce il terzo album (etichetta Mercury) Disordinatevi: la produzione artistica è firmata ancora da Celso Valli, mentre Paolo Recalcati è autore dei testi. Nel cd anche una versione in musica della poesia “I sandali” di Alda Merini. Grazie a questa composizione Giovanni Nuti nel 1993 conosce personalmente la poetessa milanese e da questo incontro nascono un importante sodalizio artistico e una straordinaria amicizia.
Dalla loro collaborazione, durata sedici anni - che Merini definiva “matrimonio artistico” - sono nati numerosi spettacoli che li vedono protagonisti insieme sul palcoscenico e quattro CD: Milva canta Merini (2004), ritorno discografico della “Rossa”, di cui Giovanni Nuti firma tutte le musiche e che viene presentato in un lungo tour in Germania ed Italia; Poema della croce, una moderna opera sacra rappresentata anche nel Duomo di Milano e definita da sua Eminenza card. Gianfranco Ravasi “opera di finissima e intensa esegesi musicale della grande poesia di Alda Merini”; Rasoi di seta, con 21 liriche della poetessa milanese musicate dal cantautore, tra cui “Poeti”, duetto con Simone Cristicchi; Una piccola ape furibonda, con otto testi inediti di Merini, pubblicato il 21 giugno 2010. Una piccola ape furibonda diventa un recital di poesie e canzoni andato in scena con Giovanni Nuti, affiancato, in occasioni diverse, da Valentina Cortese e Lucia Bosè (con quest’ultima oltre che in Italia anche in Spagna).
Nel 2007 esce Piedi adorati (duetto con Milva) di cui è autore con Paolo Recalcati. Nell’EP anche una versione della canzone popolare yiddish “Tumbalalaika".
Nel 2010 duetta con Dario Gay nel CD Ognuno ha tanta storia nel brano “Una inutile preghiera” di cui è autore. Nello stesso album altre 2 canzoni da lui composte (“Prima che sia notte” e “Inno alla pettegola”).
Il 5 dicembre 2011 Giovanni Nuti pubblica Vivere senza malinconia - Le Canzoni dello Swing Italiano Anni ‘30 e ’40, con cui offre una personale interpretazione di alcuni dei motivi più famosi che videro la nascita dello swing in Italia.
Nel 2012 esce Una pequeña abeja enfurecida - Giovanni Nuti canta Alda Merini in spagnolo con la partecipazione straordinaria di Lucia Bosè che ha curato le versioni in castigliano di tutte le poesie-canzoni.
Nel 2012 è ospite di Marco Ferradini nel CD La mia generazione, dedicato alle canzoni di Herbert Pagani, e duetta con lui nei brani “Albergo a ore” e “Portami via”.
Ad agosto 2013 Giovanni Nuti musica il mantra hawaiano del perdono HO’OPONOPONO (“Mi dispiace. Perdonami. Grazie. Ti amo”) e pubblica la registrazione in 10 lingue: italiano, inglese, francese, spagnolo, portoghese, tedesco, russo, greco, cinese, giapponese.
Giovanni Nuti rende omaggio al cantautore Georges Moustaki, a pochi mesi dalla sua scomparsa, proponendo in 4 lingue il celebre brano Lo straniero (in vendita digitale dal 6 settembre 2013 anche nella versione originale francese Le méthèque, tedesca Ich bin ein Fremder, spagnola El extranjero).
A dicembre 2014 viene pubblicata la composizione di Giovanni Nuti, Cantico delle creature, suite di 11 brani per pianoforte eseguiti dalla pianista Elena Papeschi (Sagapò in coedizione con Casa Musicale Sonzogno). Ispirata dalle laudi di San Francesco – da fratello Sole a sora nostra Morte corporale – e dedicata “a Papa Francesco promessa e speranza di una Chiesa povera e cristiana”.
Il 19 ottobre 2015 ha debuttato al Teatro Trianon di Napoli il nuovo spettacolo Mentre rubavo la vita con Monica Guerritore, nella veste inedita di cantante ad interpretare, con Giovanni Nuti, il “canzoniere” meriniano.
Ad aprile 2016 Sony Music ripubblica in versione digitale il primo album Al parco dei silenzi con l’aggiunta del brano inedito “Nero” (testo di Maurizio Piccoli).
Il 20 ottobre 2017 esce il cofanetto Accarezzami musica - Il “Canzoniere” di Ada Merini (Nar International/Sagapò): tutta la sua produzione in musica con la poetessa milanese: 6 CD, 1 DVD, 114 canzoni di cui 13 inedite, 21 brani con Alda Merini recitante. Nel cofanetto due novità: il doppio album Il muro degli angeli (duetti di Giovanni Nuti con 29 Artisti ospiti : Renzo ARBORE, Fabio ARMILIATO, Peppe BARRA, Alessio BONI, Lucia BOSÈ, Sergio CAMMARIERE, Rossana CASALE, Fabio CONCATO, Aida COOPER, Valentina CORTESE, Simone CRISTICCHI, Daniela DESSÌ, Grazia DI MICHELE, Marco FERRADINI, Eugenio FINARDI, Dario GAY, Enzo GRAGNANIELLO, Monica GUERRITORE, Mariangela MELATO, Iskra MENARINI, MILVA, Andrea MIRÒ, Rita PAVONE, Omar PEDRINI, PICCOLI CANTORI di Milano, Daniela POGGI, Gigi PROIETTI, Enrico RUGGERI, Lina SASTRI) e  il DVD del Poema della croce, opera sacra registrata live  nel Duomo di Milano il 13 ottobre 2006 con Alda Merini e Giovanni Nuti protagonisti davanti a 4.000 spettatori.
A dicembre 2017 esce il singolo La morte non è niente, brano in cui Giovanni Nuti ha musicato  le celebri parole del canonico anglicano Henry Scott Holland per offrire un inedito conforto in musica.
A luglio 2018 esce L’infinito di Giacomo Leopardi, interpretato dal tenore Fabio Armiliato: la celeberrima poesia, musicata da Giovanni Nuti, è stata presentata in anteprima nella manifestazione “Siamo fatti per l’Infinito”, organizzata dall’Accademia Mondiale di Poesia presso la Sala Maffeiana del Teatro Filarmonico di Verona il 24 marzo 2018.
Il 30 agosto 2018 Giovanni Nuti ha ricevuto il Premio Franco Enriquez 2018 - Città di Sirolo sezione Poesia e musica.
Il 18 ottobre 2019 il Festival del Nuovo Rinascimento di Milano assegna a Giovanni Nuti il New Renaissance Award come artista dell’anno.
Il 18 novembre 2019, evento conclusivo del programma di celebrazioni del Decennale della morte di Alda Merini, patrocinato dal Comune di Milano e dall’Arcidiocesi e promosso dall’Associazione Alda Merini, nella cornice della Chiesa di San Marco a Milano, rivive il Poema della croce in un nuovo rivoluzionario allestimento, curato da Beppe Menegatti. Protagonisti dell’opera sacra l’étoile internazionale Carla Fracci e Giovanni Nuti, accompagnati da un’orchestra di 15 elementi e 5 cantori diretti dal maestro Daniele Ferretti, con la partecipazione di Sabrina Brazzo e Andrea Volpintesta e alcuni danzatori della loro compagnia Jas Art Ballet.
Nell’ottobre 2020 Giovanni Nuti è protagonista con Claudia Gerini della puntata del programma Illuminate dedicata ad Alda Merini, andata in onda su Rai3.
A novembre 2021 esce il volume scritto da Giovanni Nuti Ho’oponopono in musica: Cantare il mantra del Perdono e dell’Amore, Trigono Edizioni: pratiche di armonizzazione con Elena Papeschi, con CD allegato che contiene il mantra in 8 lingue e l’inedita preghiera Ti chiediamo perdono.

## Discografia

### Album
- 1989 Al parco dei silenzi
- 1991 Giovanni Nuti
- 1994 Disordinatevi
- 2006 Poema della croce
- 2007 Rasoi di seta
- 2010 Una piccola ape furibonda
- 2011 Vivere senza malinconia
- 2015 Cantico delle creature
- 2017 Accarezzami musica - Il “Canzoniere di Alda Merini - cofanetto con 6 CD e 1 DVD con 2 novità: doppio album Il muro degli angeli (duetti di Giovanni Nuti con 29 artisti) e il DVD Poema della croce, live nel Duomo di Milano

### Singoli
- 1983 Momento zero
- 1987 Non si può/Un dolore in fondo a tutti i pensieri
- 1991 Non è poesia
- 2004 I Sandali (con Milva)
- 2005 Piedi adorati (con Milva)
- 2008 Gli inguini
- 2009 Il Regno delle Donne: Giovanni Nuti canta Alda Merini per "Doppia Difesa"
- 2009 La stufa di Maiolica
- 2009 Una piccola ape furibonda
- 2013 HO’OPONOPONO
- 2013 Lo straniero (anche nella versione originale francese Le méthèque, tedesca Ich bin ein Fremder, spagnola El extranjero)
- 2017 La morte non è niente
- 2018 L’infinito - poesia di Giacomo Leopardi, musica di Giovanni Nuti - interprete il tenore Fabio Armiliato

### Partecipazioni ad altri dischi
- 2010 "Una inutile preghiera" - duetto con Dario Gay nel suo album Ognuno ha tanta storia
- 2012 "Albergo a ore" e "Portami via”, duetti con Marco Ferradini nel CD La mia generazione